# Кампоамор, Рамон де
Рамон Мария де лас Мерседес де Кампоамор-и-Кампоозорио (исп. Ramón de Campoamor y Campoosorio; 24 сентября 1817, Навия, Астурия — 11 февраля 1901, Мадрид) — выдающийся испанский поэт, драматург, философ, государственный и общественный деятель. Член Королевской академии испанского языка.
Видный представитель реализма в испанской литературе. Один из самых популярных в Испании поэтов-романтиков.

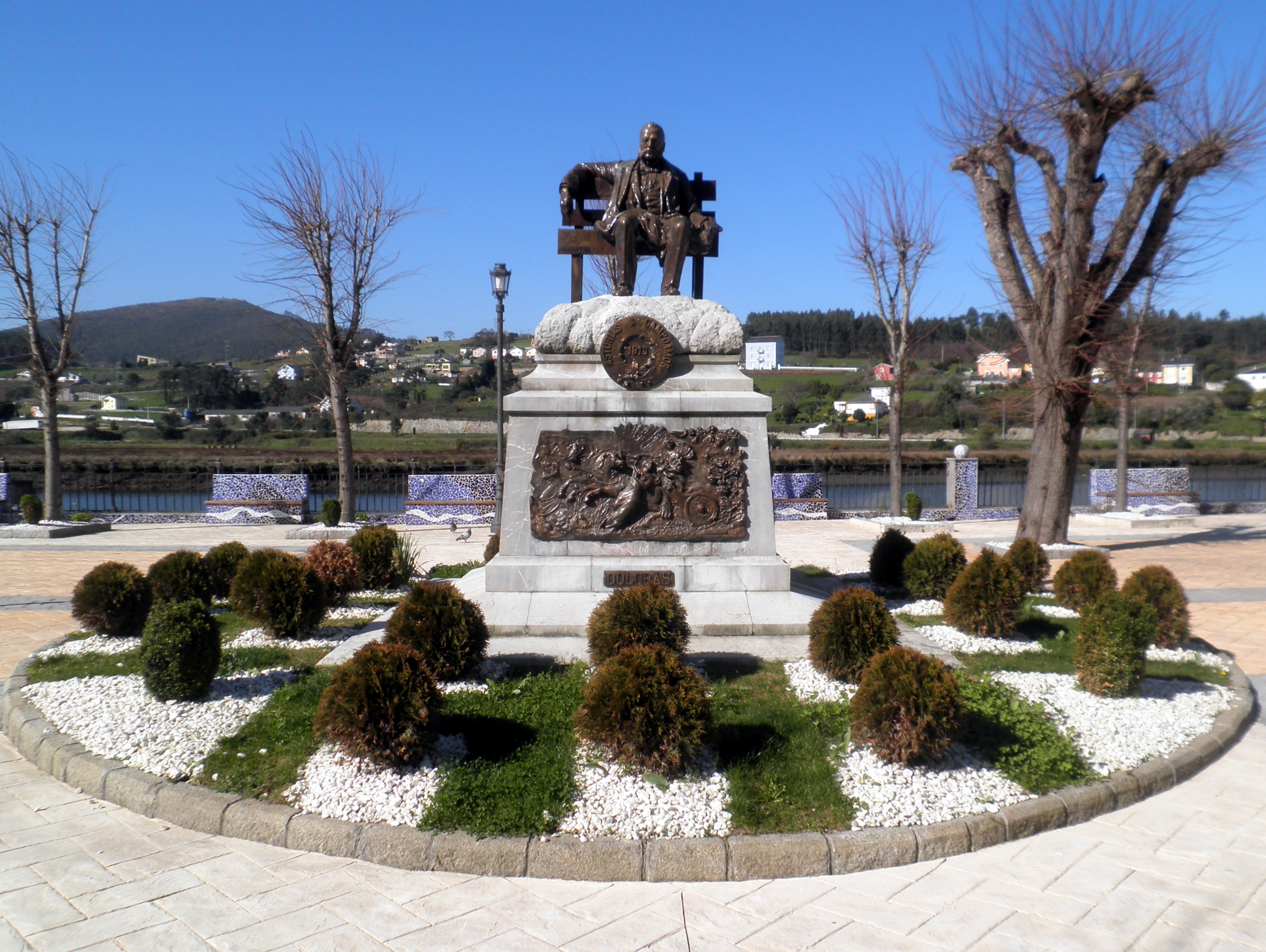
Памятник Р. Кампоамора в г. Навия, Астурия

## Биография
Родился в семье дворянина, учился в иезуитской школе. Затем изучал медицину в Мадридском университете.
Несколько раз избирался депутатом кортесов, занимал разные высокие государственные административные должности. Служил губернатором Кастельон-де-ла-Плана, Аликанте и Валенсии.
В политике был приверженцем консервативной идеологии. В газетах вёл активную борьбу с проявлениями демократии. Автор ряда полемических статей, изданных отдельной книгой: «Polemicas con la Democracia» (1862).

## Творчество
Наследие Кампоамора обширно, он пробовал свои силы в разных жанрах. Ему принадлежат эпические поэмы — «Колумб» (1853) и «Всемирная драма» (1869). Лирическое его наследие подразделяют обычно на две части: стихи и басни.
Поэтические взгляды Р. Кампоамора сложились под влиянием романтизма (прежде всего Дж. Байрона и В. Гюго): поэтические сборники «Любовь и цветы» («Ternezas y floras», 1840), эссе «Рыдания души» («Ayes del alma», 1842) и др.
Получили известность дидактико-иронические басни Р. Кампоамора, а также пронизанные иронией афористические миниатюры, эпиграммы: сборники «Печали» («Doloras», 1846), «Шутки» («Humoradas», 1888) и др. Среди произведений поэта — эпическая поэма «Колон» («Colón», 1853), религиозно-дидактическая поэма «Универсальная драма» («El drama universal», 1873), пьесы «Dies irae» (1873), «Честь» («El honor», 1874). Его сборник стихов «Doloras у cantares» имел громкий успех и выдержал 18 переизданий.
Лучшие испанские критики старались дать точное определение новому и непереводимому слову «dolora». Сам Р. Кампоамора так объяснял изобретенную им поэтическую форму: «это поэтическое произведение, которое должно соединять в себе легкость формы с глубиной чувства, сжатость слога — с значительностью философской идеи», крайне оригинальное смешение юмора и трагизма. «Что такое юмореска? — писал он. — Намеренная характерность. А „печаль“? Это юмореска, трансформированная в драму. А „маленькая поэма“? Это развернутая „печаль“».
Отличительные черты Р. Кампоамора как поэта — оригинальность и большая склонность к анализу, дающая поэзии его метафизический и философский оттенок, его философские устремления. Свою эстетическую программу поэт изложил в «Роеtica» (1883). Поэтический девиз его — искусство для идеи.

## Память
- Именем Кампоамора названа улица и поселение в Коста-Бланка.[7]
- На родине поэта установлен памятник.